# Лопатин, Сергей Евгеньевич
Сергей Евгеньевич Лопатин (19 марта 1939, Саратов — 17 января 2004, Москва) — советский тяжелоатлет, двукратный чемпион СССР (1961, 1965), призёр чемпионата Европы и мира (1961), многократный рекордсмен мира в жиме, рывке и по сумме троеборья (12 рекордов Мира). Установил 15 рекордов СССР. Заслуженный мастер спорта СССР.

## Биография
Сергей Лопатин родился 19 марта 1939 года в Саратове в семье известного советского тяжелоатлета и тренера Евгения Лопатина. В 1949 году вместе с семьёй переехал в Москву, где в возрасте 15 лет начал заниматься тяжёлой атлетикой под руководством отца. 
В первой половине 1960-х годов был одним из ведущих советских атлетов лёгкого веса, в 1961 и 1965 годах становился чемпионом СССР. В 1961 году вошёл в состав сборной СССР на чемпионате мира и Европы в Вене и, уступив лишь выдающемуся польскому атлету Вальдемару Башановскому, завоевал серебряные медали этих соревнований.
В 1967 году завершил свою спортивную карьеру. В 1971 году окончил Военный факультет физической культуры при ГДОИФК им. П. Ф. Лесгафта. В дальнейшем занимался тренерской деятельностью в Центральном спортивном клубе Армии и Группе советских войск в Германии. 
Умер 17 января 2004 года в Москве. Похоронен на Николо-Архангельском кладбище.